# Vegetia
Vegetia is een geslacht van vlinders van de familie nachtpauwogen (Saturniidae), uit de onderfamilie Saturniinae.

## Soorten
- V. dewitzi (Maassen & Weymer, 1886)
- V. ducalis Jordan, 1922
- V. grimmia (Geyer, 1831)
- V. legraini Bouyer, 2004